# Music Has the Right to Children
Music Has the Right to Children — дебютный студийный альбом шотландского электронного дуэта Boards of Canada, выпущенный 20 апреля 1998 года. Альбом был издан Warp и SKAM в Европе и Matador Records в Северной Америке. Запись и работа над композициями проходила в Hexagon Sun, частной звукозаписывающей студии дуэта («бункер») в Pentland Hills, Шотландия.
Группа придерживалась своего особого стиля электронной музыки с использованием винтажных синтезаторов, шумов аналоговой записи, семплов и записей в открытом пространстве, ритмов, вдохновленных хип-хоп музыкой. Ранее этот стиль использовался в европейских мини-альбомах авторов: «Twoism» и «Hi Scores».
Альбом получил признание критиков, а позже был признан знаковой работой в электронной музыке и IDM, подарив вдохновение многим последующим авторам. Альбом попал в списки лучших от сайта Pitchfork и журнала Mojo.

## Список композиций
1. «Wildlife Analysis» — 1:17
2. «An Eagle in Your Mind» — 6:23
3. «The Color of the Fire» — 1:45
4. «Telephasic Workshop» — 6:35
5. «Triangles and Rhombuses» — 1:50
6. «Sixtyten» — 5:48
7. «Turquoise Hexagon Sun» — 5:07
8. «Kaini Industries» — 0:59
9. «Bocuma» — 1:35
10. «Roygbiv» — 2:31
11. «Rue the Whirl» — 6:39
12. «Aquarius» — 5:58
13. «Olson» — 1:31
14. «Pete Standing Alone» — 6:07
15. «Smokes Quantity» — 3:07
16. «Open the Light» — 4:25
17. «One Very Important Thought» — 1:14
18. «Happy Cycling» — 7:51